# 硫柳汞和疫苗

硫柳汞的结构式

硫柳汞（邻乙汞硫基苯酸钠）是疫苗中含有汞的防腐剂。反疫苗人士錯誤的認為疫苗會导致自闭症，而他們認為硫柳汞中含的汞就是原因之一。目前没有科学证据可以支持这种说法。
邻乙汞硫基苯酸钠（也称为硫柳汞）是一种有机汞化合物，自20世纪30年代起用作疫苗中的防腐剂以防止细菌和真菌污染。在1999年对含汞食品和药物进行了强制审查之后，疾病控制和预防中心（CDC）和美国儿科学会（AAP）要求疫苗生产商尽快将疫苗中的硫柳汞除去作为预防措施，它被大多数美国和欧盟疫苗迅速淘汰，但仍在两个司法管辖区的多剂量小瓶流感疫苗中使用。在儿童接种疫苗接种计划中自闭症发病率增加和疫苗数量增加的背景下，一些家长认为去除硫柳汞的作用表明防腐剂引起自闭症。
科学界已经深度研究了硫柳汞对自闭症的潜在影响。多项科学证据表明，硫柳汞不会引起自闭症。例如，汞中毒的临床症状与孤独症的症状明显不同。此外，多项人群间研究发现硫柳汞和孤独症之间没有关联，尽管从疫苗中去除硫柳汞，自闭症的比率仍在继续增加。因此，主要的科学和医学机构，如医学研究所和世界卫生组织（WTO）以及政府机构，如食品和药物管理局（FDA）和CDC 拒绝认为硫柳汞在自闭症或其他神经发育障碍中的任何作用。尽管科学界达成了共识，但一些家长和公共团体仍然认为硫柳汞与自闭症有关。
一些家长试图用未经证实和可能有危险的治疗手段用来治疗他们的自闭症孩子，这项争议因为担心硫柳汞毒性而反对父母为他们的孩子接种疫苗造成了伤害并将资源从自闭症的研究转移到其他的領域中。在美国国内已提起数千起诉讼，要求对疫苗引起毒性损害，包括据称由硫柳汞造成的进行赔偿。美国法院已经裁定多个涉及硫柳汞的代表性测试案例。2011年的一篇期刊文章将疫苗造成自闭症描述为“也许是过去100年来最具破坏性的医疗骗局”。